# Carrera y Carrera
Carrera y Carrera es una empresa de joyería artística española con sede en  Madrid, y presencia internacional.Sus orígenes se remontan a 1885 cuando Saturio Esteban, un joven emprendedor, nacido en Hita (Guadalajara), decide establecer un pequeño taller de joyería en el Barrio de las Letras, donde se congregaban los más destacados orfebres de la época.
En 1905 surge la segunda generación, formada por José Esteban, hijo de Saturio, quien viaja a París para aprender técnicas avanzadas de lapidación de piedras preciosas, dado que no existían talleres especializados en España. A su regreso, José comenzó a trabajar para las principales firmas del país. Posteriormente, sus sobrinos, José Carrera, Saturio Carrera y Pedro Carrera, aprendieron los secretos del oficio de su tío y establecieron un nuevo taller en el Barrio de las Cortes de Madrid. Su trabajo como lapidarios cobra tanta importancia, que comienza a recibir encargos del Museo del Prado y de familias aristócratas de la época.
En 1960 la empresa recibe el encargo de la tiara nupcial de Fabiola de Mora y Aragón para su enlace real con el rey Balduino de Bélgica, lo que la consolidó como una de las marcas de lujo más reconocidas internacionalmente.
Pocos años después, Manuel Carrera, su primo Juan José Carrera, Antonio Calvo y Carlos Mellado fundaron la empresa Carrera y Carrera, marcando así el inicio de un nuevo estilo artístico que revolucionaría el mundo de la joyería. Sus diseños innovadores, inspirados en el arte, la mitología, la naturaleza y la arquitectura, crearon un estilo distintivo lleno de detalles, a modo de joya-escultura, capaz de desafiar los límites de la moda y el tiempo.

## Historia

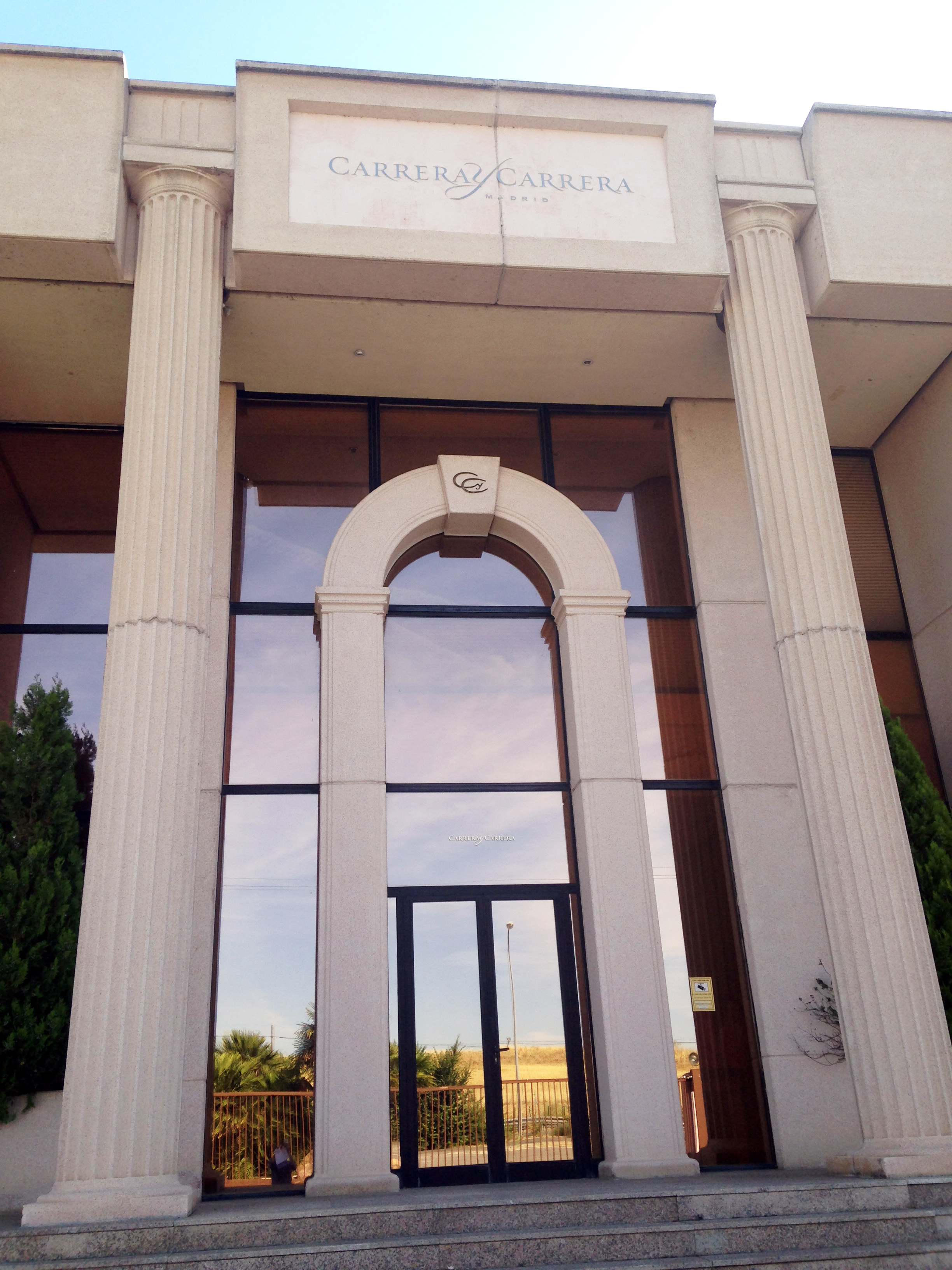
Antigua sede central de Carrera y Carrera en San Agustín del Guadalix, Madrid.

La década de los 70 fue crucial para la expansión de la marca, conquistando mercados en Europa, Asia y Estados Unidos. En 1992, la Reina Sofía de España inauguró las nuevas instalaciones de la compañía en San Agustín del Guadalix.
En 1999, un grupo de inversores liderado por María Eugenia Girón y Louis Urvois, junto con 3i, adquirió el control de la compañía, lo que llevó a la apertura de boutiques en ciudades de todo el mundo, como Madrid, Dubái, Kiev, Toronto, Moscú, Bangkok, Kuala Lumpur y Macao.
En el año 2000, Miriam de Ungría, princesa de Turnovo, se unió al equipo de diseño, mientras que Antonio Calvo dejó la compañía para fundar la marca de joyería artística Magerit.
En 2004 la familia Lladró se unió al grupo inversor de Carrera y Carrera, adquiriendo el 100% de la empresa en 2006 para después venderla a otro grupo inversor en 2010.
En la segunda mitad de 2010 se inauguraron filiales en Estados Unidos, Rusia y Japón y en 2013 Carrera y Carrera abrió su primera boutique en China.
En 2021, la empresa pasó a ser propiedad de un importante grupo internacional de joyería, cuya junta directiva incluye a los hijos del anterior propietario, Antonio Calvo. Bajo el lema "Back to the origin", el equipo, liderado por Daniel Calvo como máxima autoridad creativa, inició una nueva etapa centrada en recuperar el ADN distintivo que llevó a la marca al éxito en sus mejores momentos.
A finales del 2024 está prevista la apertura de la nueva flagship store de la marca en la calle Jose Ortega y Gasset de Madrid.
Han sido imagen de la casa, las modelos Eugenia Silva, Almudena Fernández y Alejandra Alonso. 
Celebridades como Jennifer Lopez, Katy Perry, Demi Moore, Lady Gaga, Olivia Wilde, Olivia Palermo, Madonna, Daryl Hannah, Taylor Swift y Christina Hendricks, entre otras, han lucido sus diseños con frecuencia.
Carrera y Carrera está trabajando en la apertura de su nueva flagship store que estará situada en la calle José Ortega y Gasset número, 23 de Madrid.